# Guy Veloso
Guy Veloso (Belém, Pará, 1969) est un photographe documentaire brésilien.

## Biographie
Guy Benchimol Veloso est né en 1969 et travaille à Belém (Brésil), une ville d'un million et demi d'habitants de l'Amazonie brésilienne. Il est diplômé en droit (1991). Donne des ateliers et des conférences à la maison et à l'étranger. A plusieurs publications nationales et internationales. En 2011, il a été conservateur en chef de la Photographie 23ª Biennale Europalia d'art contemporain du Brésil à Bruxelles en Belgique.

## Carrière
Guy Veloso est un photographe depuis 1989. Son travail fait partie de la collection de plusieurs institutions à travers le monde comme «Essex Collection d'art de l'Amérique latine" appartenant à l'Université de l'Essex, Centro Português de Fotografia à Porto, Musée d'Art Moderne de Rio de Janeiro, Musée d'Art Moderne de São Paulo et aussi le Museu de Arte de São Paulo (Pireli Collection).
En 1998, il a commencé un projet visant à documenter les pèlerins brésiliens semidárido " "Entre a Fé e a Febre: Portraits"", en 2012 et commence à se soucie de “Pénitents” groupes de recherche dans le pays, ce qui maintient travail parallèle à ce jour, exposés lors de la 29e Biennale internationale d'art de São Paulo. 

## Thème
Le thème principal de ses photographies est la religiosité et cérémonies religieuses et processions représentant les cinq régions du Brésil et même à l'étranger, que la route de Saint Jacques de Compostelle en Espagne et aussi en Inde en 1994, quand il a eu l'occasion de photographier le chef religieux Sathya Sai Baba et le 14ª Dalaï Lama.
Le Pénitents: sang rites de la fascination de la Fin du Monde" projet en 2012, organisée par Rosely Nakagawa a fallu huit ans pour compléter et comprend des photos de 118 groupes religieux dans les cinq régions du Brésil.
Le "Rapture" série photographique des images mixtes de fidèles catholiques et Umbanda.
L'exposition de 15 photographes "Le regard qui vient de la terre" a eu lieu à la Galeria Virgílio à Sao Paulo, les gens sont de belles images dans des actes inhabituels en faveur de la foi.